# Heinkel HeS 8
Le Heinkel HeS 8, de l'allemand : « Heinkel Strahltriebwerke » (« Moteur à réaction Heinkel »), était un turboréacteur à simple flux allemand, conçu par Hans von Ohain lorsqu'il travaillait chez Heinkel-Hirth Motorenwerke. Il s'agit du premier moteur à réaction à avoir été soutenu financièrement par le Ministère de l'Aviation du Reich (RLM), portant le nom officiel de 109-001. Si son développement avait été mené à bout, il aurait porté la désignation de Heinkel 001, mais il apparaît que cette appellation n'a jamais été utilisée en pratique.
Le HeS 8 devait propulser le chasseur bimoteur Heinkel He 280, bien que Heinkel et Von Ohain lui préféraient le HeS 30 à flux axial. Une période de gestation assez longue fit que le moteur fut enfin prêt à peu-près en même temps que les Junkers Jumo 004 et BMW 003. En 1942, les travaux sur les HeS 8 et HeS 30 furent stoppés, et Heinkel reçut l'ordre de se focaliser sur le HeS 011 à la place. Le He 280 se retrouva sans moteurs, et fut finalement abandonné.

## Conception et développement

### Nouveaux choix techniques
Au moment où le programme du HeS 3 se termina en 1939, il apparut que Von Ohain n'avait plus de préférences pour le compresseur centrifuge, pour les moteurs à réaction. Il avait été acquis à la cause du compresseur axial dès 1938, après une rencontre avec D. Encke, d'AVA, mais avait continué avec des conceptions à flux centrifuge pour le HeS 3 parce-que ces compresseurs étaient plus faciles à fabriquer et utiliser. Il semblerait qu'il ait voulu travailler avec un concept axial dès la fin du programme HeS 3, mais le RLM souhaitait qu'il continue sur les compresseurs centrifuges, comme solution de secours au cas où les divers autres concepts axiaux rencontreraient des problèmes.
Le problème principal avec le compresseur centrifuge était sa grande surface frontale. Von Ohain avait cherché des solutions à ce problème dès le début de la conception du HeS 1, en 1937. Sa première tentative, sur le HeS 3 fut de séparer le compresseur et la turbine – qui étaient dos-à-dos dans le HeS 1 –, et placer les chambres de combustion entre eux. Des problèmes divers dans cette conception originale du HeS 3 le forcèrent à abandonner cette configuration dans la version améliorée HeS 3b, mais il apparut que Von Ohain avait estimé que c'était toujours la meilleure solution, et il revint à cette architecture pour le HeS 8. Le résultat fut un moteur à peine plus large que son disque de compresseur, alors que les modèles précédents avaient des canalisations installées à l'extérieur du disque de compresseur et étaient du coup bien plus larges.
Un autre problème avec les premières séries de moteurs venait du fait que le compresseur était assez sensible aux perturbations du flux d'air entrant. Afin de résoudre ce problème, un compresseur basse-pression fut installé à l'avant du compresseur principal sur le HeS 8. En fait il n'ajoutait pas beaucoup de pression, mais en augmentant celle-ci, il stabilisait le flux arrivant à l'avant du compresseur principal. Le compresseur basse-pression à 14 pales et le compresseur principal à 19 pales étaient tous les deux faits en aluminium usiné. La turbine, à 14 pales, était faite d'acier et non-refroidie, ce qui laisse penser que les casses de turbines devaient être assez courantes. La chambre de combustion consistait en deux diffuseurs, qui ralentissaient le flux d'air arrivant du compresseur, et en une série de 128 buses d'injection du carburant, alignées en deux groupes installés à différentes « profondeurs » dans la chambre. Les accessoires divers, incluant le démarreur, étaient regroupés autour de l'entrée d'air et n'ajoutaient rien au diamètre maximal de l'ensemble.
Les travaux progressèrent très lentement, et au moment où le premier prototype du He 280 fut prêt, en septembre 1940, le moteur était loin de l'être aussi. Le prototype de l'avion commença alors des essais en vol en plané, pendant que les travaux sur le moteur et des exemplaires supplémentaires de l'avion se poursuivaient. Les moteurs furent enfin considérés comme prêts début 1941, bien qu'ils ne développaient que 500 kgp de poussée au lieu des 700 prévus. Ils furent ensuite installés et le He 280 prit l'air pour la première fois le 2 avril 1941, malgré le fait que ses carénages dussent être retirés car les moteurs avaient une fuite de carburant. Trois jours plus tard, l'avion fut présenté pour une fête du Ministère de l'Air du Reich, qui fut impressionné, et le soutien financier complet pour le programme d'Heinkel arriva après.

### Annulation
Le développement du moteur n'avança plus à partir de cette date, et début 1942, la poussée n'avait été augmentée qu'à un maigre 550 kgp (environ 5,5 kN). Une tentative d'améliorer le concept fut effectuée sur le V15 (le 15e prototype), en ajoutant un étage axial derrière le compresseur centrifuge, et une nouvelle gestion du cheminement du flux d'air fut pensée à partir du V16. Il apparaît qu'un total d'environ 30 moteurs furent assemblés, les derniers exemplaires, dotés des diverses améliorations, produisant environ 600 kgp (6 kN) de poussée.
Toutefois, à cette période, les différents concepts de moteurs à compresseurs « tout axiaux », parmi lesquels le propre HeS 30 de Heinkel, avançaient bien. Helmut Schelp (en), à la tête du développement des moteurs à réaction au sein du RLM, décida que les BMW 003 et Junkers Jumo 004 étaient « suffisamment bons » et annula tous les travaux de recherche existants chez Heinkel. À la place, il demanda à la société de se focaliser sur une conception de moteur « de 2e classe », d'environ 1 300 kgp (environ 13 kN) de poussée, qui deviendrait plis tard le Heinkel HeS 011.

## Versions dérivées
Plusieurs modifications du concept HeS 8 original furent également explorées pendant la durée du projet. Le HeS 9 apparaît être une modification ajoutant un deuxième étage de compresseur axial, et remplaçant l'étage centrifuge par un nouveau « compresseur diagonal », que Schelp préférait. Très peu de choses sont connues au sujet de ce concept, excepté le fait que le RLM commanda dix exemplaires de ce moteur mais qu'aucun ne fut construit. Toutefois, il semblerait que ce soit cette architecture qui ait été retenue pour développer le 011.
Une autre modification, le HeS 10, plaçait un HeS 8 complet à l'intérieur d'une nacelle plus grande, et étirait le compresseur d'entrée pour qu'il soit plus large que son moteur. Le HeS 10 semble avoir été le premier exemple de ce qui serait aujourd'hui désigné un turbofan. Afin d'extraire plus de puissance de l'échappement du moteur, un étage axial additionnel de turbine fut ajouté derrière la turbine centrifuge existante du HeS 8. La seule vraie différence entre le HeS 10 et un turbofan moderne vient du fait que la soufflante n'était pas entraînée indépendamment du cœur du moteur. Pourtant, étant donné que la turbine axiale était séparée du reste du moteur, cette solution technique n'aurait pas été compliquée à mettre en œuvre.